# Haemorrhage
Haemorrhage est un groupe de goregrind espagnol, originaire de Coslada, près de Madrid. Les morceaux et les prestations scéniques du groupe abordent de façon gore les sujets de la folie meurtrière et de la chirurgie.

## Biographie
L'histoire du groupe commence en 1990 avec la formation du trio Devourment composé de Luisma (guitare), José (chant et basse) et Emilio (batterie). À cette période, le groupe se nomme Devourment. Après le départ d'Emilio durant l'été 1991, le duo restant se renomme Haemorrhage avec José reprenant le poste de batteur et les deux musiciens se partageant le chant. Le groupe se rebaptise Haemorrhage, et une démo, intitulée Grotesque Embryopathology, est publiée en 1992. À la fin de 1993 le chanteur Lugubrious et le bassiste Ramón font leur entrée dans le groupe, qui enregistre une nouvelle démo qui leur permet de signer sur le label Morbid Records un contrat pour deux albums. À la même époque ils sont rejoints par la guitariste Ana.
Leur premier album studio, Emetic Cult, est publié en 1995. José quitte le groupe l'année suivante et est remplacé par Rojas. 
Après avoir sorti cinq albums chez Morbid, Haemorrhage signe en 2009 un contrat avec le label Relapse Records qui publie Hospital Carnage en 2011. En 2012, Haemorrhage participe au Maryland Death Fest 2012, auquel ils enregistrent leur performance pour le DVD live Live Carnage (Feasting on Maryland), publié par HPGD le 24 décembre 2013, et en format vinyle le 17 janvier 2014 par le label Power-it-Up.

## Image
Le groupe est réputé pour ses prestations scéniques durant lesquelles les musiciens sont grimés en chirurgiens ou infirmiers tandis que le chanteur Lugubrious, torse nu et couvert de sang, joue le rôle d'un fou meurtrier. Le guitariste et membre fondateur Luisma est responsable des pochettes de la formation.

## Membres

### Membres actuels
- Luisma (Luis Manuel Quiroga) (Avulsed) - guitare (depuis 1991)
- Lugubrious (Fernando Errazquin) - chant (depuis 1993)
- Ramón Checa Recio - basse (depuis 1994)
- Ana Belén de López - guitare (depuis 1994)
- Erik Raya - batterie (depuis 2016)

### Anciens membres
- David - batterie (2014-2016)
- José M. Martin - batterie (1991-1996, 2011-2014)
- Daniel Rojas López - batterie (1996-2011)

## Discographie

### Albums studio
- 1995 : Emetic Cult
- 1997 : Grume
- 1998 : Anatomical Inferno
- 2002 : Morgue Sweet Home
- 2006 : Apology for Pathology
- 2011 : Hospital Carnage
- 2017 : We Are the Gore

### EP
- 2002 : Loathesongs
- 2012 : Grindcore
- 2012 : Punk Carnage
- 2014 : Obnoxious

### Splits
- 1995 : Exhumed / Haemorrhage (1995)
- 1995 : Obnoxious / Thy Horned God (avec Christ Denied) (1995)
- 1996 : Grind over Europe '96 (avec Dead Infection et Clotted Symmetric Sexual Organ)
- 1997 : Damnable / Haemorrhage
- 1998 : Creation of Another Future / Untitled (avec Ingrowing)
- 1998 : Untitled / The Cadaverous Carnival (avec Denak)
- 1998 : Surgery for the Dead / I Don't Think So (avec Groinchurn)
- 2000 : Haemorrhage / Embolism / Suffocate / Obliterate
- 2001 : Untitled / Do You Still Believe in Hell? (avec Gonkulator)
- 2001 : Dawn in the Rotting Czech / Reek (avec Mastic Scum)
- 2002 : Zur Stille Finden / Live in the Morgue (avec Depression)
- 2003 : Dementia Rex (avec Impaled)
- 2004 : Live to Dissect / Tufo de Carne Descompuesta (avec Terrorism)
- 2005 : Cut God Out / Feasting on Purulence (avec Nunslaughter)
- 2006 : Buried / Furtive Dissection (avec Embalming Theatre)
- 2008 : Chainsaw Necrotomy / Untitled (avec Dead)
- 2009 : Furniture Obsession / ...in Gore We Trust... (avec Dead Infection)
- 2011 : Morgue Metal (avec Disgorge)
- 2011 : Hospital Thieves / Horror Will Hold You Helpless (avec Gruesome Stuff Relish)
- 2013 : 911 (Emergency Slaughter) / Shit Evolution (avec Gutalax)
- 2016 : To Serve - To Protect... To Kill - To Dissect / Great Grinds Drink Alike (avec Rompeprop)

### Albums live
- 2007 : The Kill Sessions
- 2013 : Live Carnage: Feasting on Maryland

### Compilations
- 2000 : Scalpel, Scissors... and Other Forensic Instruments
- 2007 : Haematology : The Singles Collection